# 侯俊杰 (足球运动员)
侯俊杰（1993年7月8日—），是一名中国足球运动员，曾效力于香港超级联赛球會富力R&F。

## 俱乐部生涯
侯俊杰出自上海申花足球学校，2011年入选由上海全运队组成的上海中邦参加中国足球乙级联赛，开始职业足球生涯。2014年初，他加盟中国足球超级联赛球队上海申鑫。2014年3月22日，他在2014赛季中超第三轮上海申鑫主场1比3不敌广州富力的比赛首发登场，上演中超联赛首秀。8月24日，他射进中超联赛首秀，帮助上海申鑫客场3比0击败江苏舜天。